# Digitale Bibliotheek Vlaanderen
Het Vlaams Centrum voor Openbare Bibliotheken (VCOB), de provincies en de VGC hebben de opdracht om samen de Digitale Bibliotheek Vlaanderen te realiseren. Ruim 95% van de bibliotheken zijn geautomatiseerd en steeds meer bibliotheken bieden hun diensten aan via Internet. 

## Vlaamse Centrale Catalogus
Sinds 1988 is er een Vlaamse Centrale Catalogus (Vlacc), het  bibliografisch achtergrondbestand van de 6 grootste openbare bibliotheken in Vlaanderen.Het VCOB kreeg van de Vlaamse overheid de opdracht Vlacc te moderniseren tot een actueel en volledig bibliografisch bestand ten dienste van de bibliotheken. De nieuwe Open Vlacc is sinds oktober 2007 opgestart.
Open Vlacc bevat meer dan 800 000 beschrijvingen van boeken, multimedia, tijdschriftartikels, strips en ook websites. Bibliotheken nemen op regelmatige basis de beschrijvingen over in hun eigen catalogus. De beschrijvingen volgen de Marc21 standaard om compatibiliteit met verschillende bibliotheeksystemen te verzekeren. 
Open Vlacc is volledig online doorzoekbaar waarbij de beschrijvingen gekoppeld worden aan de bezitskenmerken van de bibliotheken en de Boekenbank. Daarnaast bevatten de beschrijvingen leestips en links naar besprekingen.

## Provinciale Bibliotheeksystemen
Provinciale bibliotheeksystemen (PBS) zorgen voor online uitlenen, reserveren en interbibliothecair leenverkeer. Bibliotheekgebruikers zullen van thuis uit een werk kunnen aanvragen.